# Leif de Leeuw

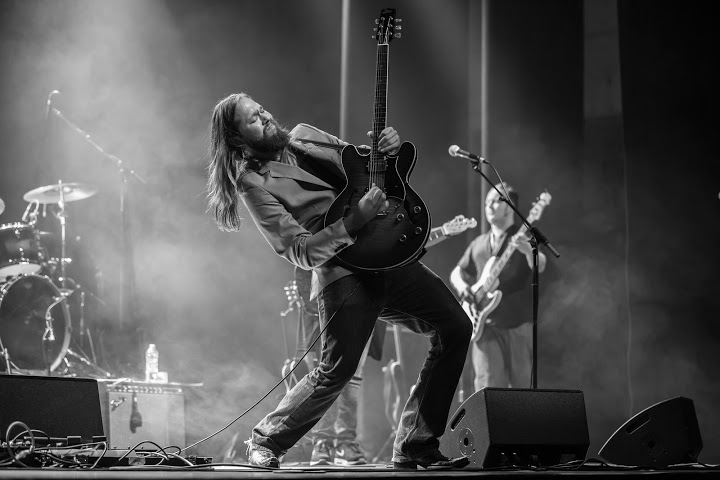
Leif de Leeuw in Overpelt, Belgien, Oktober 2015

Leif de Leeuw ist ein niederländischer Gitarrist. Mit seiner Band spielt er Bluesrock mit Einflüssen aus Funk, Soul und Fusion.
Leif studierte Gitarre an der Codarts Musikhochschule in Rotterdam. Zu seinen Vorbildern zählt er unter anderem David Gilmour, Joe Walsh, Jeff Beck, Larry Carlton, Paul Kossoff und Andy Powell, vor allem aber Johnny Winter.
Zur Band gehören neben Leif de Leeuw (Gitarre), Sem Jansen (Gesang, Gitarre), Eibe Gerhartl (Bass) und Tim Koning (Schlagzeug). Ihr 2016 erschienenes Album Leelah ist benannt nach der US-amerikanischen Transsexuellen Leelah Alcorn, die sich im Dezember 2014 mit 17 Jahren das Leben nahm.

## Diskografie
- 2014: EP Deluxe (EP)
- 2016: Leelah
- 2017: Untill Better Times (Single)
- 2024: Leif de Leeuw Band: Mighty Fine (Bestenliste 3/2024; Preis der deutschen Schallplattenkritik)[2]

## Auszeichnungen
- 2009 und 2013: Sena Young Talent Guitar Award[1]
- 2014: Dutch Blues Challenge[3]
- 2015: European Blues Award in der Kategorie „Best Band“[4]